# استفانی فوگت
 استفانی فوگت (انگلیسی: Stephanie Vogt؛ زاده ۱۵ فوریهٔ ۱۹۹۰) یک تنیس‌باز اهل لیختن‌اشتاین است. 